# نونا لوکیچ
نونا لوکیچ (انگلیسی: Nevena Lukic؛ متولد ۱۶ اوت ۱۹۸۱ در اینسبروک) تکواندوکار اتریشی است که در کلاس مگس‌وزن زنان رقابت کرد.
وی در مجموع هشت مدال بدست آورد، از جمله یک مدال طلا در مسابقات قهرمانی اروپا ۲۰۰۴ در لیلهامر، نروژ و یک مدال برنز در مسابقات قهرمانی تکواندو جهان ۲۰۰۵ در مادرید، اسپانیا و نماینده ملت خود اتریش، در بازی‌های المپیک تابستانی ۲۰۰۴ بود. لوکیچ همچنین یک عضو تمام عیار تیم تکواندوی اتریش و آکادمی ورزشی آتالار (به آلمانی: Kampfsportverein Atalar) در زادگاهش اینسبروک، تحت مربیگری و استادی مصطفی آتالار است.
لوکیچ در مسابقات قهرمانی اروپا ۲۰۰۴ در لیلهامر، نروژ، در بازی نهایی جنیفر دلگادو اسپانیایی را ۵–۲ شکست داد تا اولین عنوان قهرمانی خود را در رده سنی بزرگسالان در کلاس مگس‌وزن (سبک‌وزن) زنان به ثبت برساند.
در بازی‌های المپیک تابستانی ۲۰۰۴ در آتن، لوکیچ در کلاس مگس‌وزن زنان (۴۹ کیلوگرم) با قرار گرفتن در جایگاه سوم و صعود از مسابقات مقدماتی المپیک اروپا در باکو، آذربایجان به تیم اتریش راه یافت. لوکیچ با پیروزی چشمگیر ۴–۰ مقابل لینئو موشسانه از لسوتو در دیدار افتتاحیه، شروعی طوفانی را آغاز کرد، اما در مرحله یک چهارم نهایی در مقابل حریف گواتمالایی خود یودا کاریاس، پس از اینکه مبارزه با تساوی ۱–۱ به پایان رسید، با تصمیم داوران باخت.
لوکیچ پس از نمایش ناخوشایند خود در المپیک، در مسابقات قهرمانی تکواندو جهان ۲۰۰۵ در مادرید، اسپانیا، مدال برنز را با پیروزی بر وانگ یانگ از چین در همان کلاس مگس‌وزن بدست آورد.